# Глифада
Глифада (грч. Γλυφάδα Glyfada) је велико насеље у Грчкој и једно од највећих предграђа главног града Атине. Глифада припада округу Јужна Атина у оквиру периферије Атика.

## Историја
У древним временима, ово подручје је било деме познато као Аиконе. Данас је Глифада препуна неких од најпознатијих престоничких ноћних клубова, врхунских ресторана и продавница. Могло би се рећи да је то једна од најамериканизованијих општина у Атини, пошто се у близини налазила америчка ваздушна база све до раних 1990-их. Становништво базе је делимично допринело Глифадином карактеру, што је довело до јединствене мешавине грчке и америчке атмосфере и кухиње. Иако је база сада нестала, а школа измештена, Глифада и даље задржава део свог америчког укуса, док наставља да нуди изразито грчку кухињу, забаву и ноћни живот.
Глифада је основана као срце јужног предграђа Атине, због своје главне локације на обали, богатог комерцијалног центра и модерног пословног округа. Описана је као главна тачка 'Атинске ривијере' и садржи неке од најраскошнијих европских резиденција на обали мора, баште и пространо имање на плажи, са модерном марином.
Почетком 20. века град је већ променио име у „Глифада“, назив који је добио због присуства бунара слане воде карактеристичних за ово подручје.

## Положај
Општина има површину од 25.366 км2 и налази се на Атинској ривијери.
Марина Глифада обухвата морски простор и приобално копно укупне дужине 3 километра и бетонску копнену масу између басена А и Б у дужини од око 250 метара, између басена Б и Г у дужини од око 150 метара, између басена Г и Д са дужине од око 300 метара, а између басена Д до краја басена од око 350 метара, са свим лучким објектима и зградама које се налазе на овом простору.
Северозападно је голф терен Атине, голф клуб Глифада, који се налази јужно од бившег аеродрома Елиникон. На истоку и североистоку налази се урбано ширење које се простире преко југозападног дела планине Химет и њеног стеновитог пејзажа.

## Општина
Током општинских избора у октобру 2006. гласало је 32.492 људи регистрованих у општини Глифада. У другом кругу, 54,79% гласова било је за Танасиса Папакостаса, који је био градоначелник Глифаде у периоду 2006–2010. Костантинос Кокорис је управо изабран за градоначелника. 2014. Георг Папаниколау је изабран за градоначелника у општини Глифада.

## Становништво
Кретање броја становника у општини по пописима:
| 1981.  | 1991.  | 2001.  | 2011.  |
| ------ | ------ | ------ | ------ |
| 44.018 | 63.306 | 80.409 | 87.305 |

## Познати становници
- Предраг Ђорђевић - српски фудбалер
- Евридики - грчка певачица
- Пеја Стојаковић - српски кошаркаш
- Константин Мицотакис - бивши премијер Грчке
- Каломира - грчка певачица
- Елена Папаризу - грчка певачица

## Градови побратими
- Ниш  Србија
- Видноје  Русија

## Галерија

### Град
- Црква светог Константина и свете Јелене
- Трамвај
- Улица Лазараки
- Глифада дању
- Плажа Астерас
- Глифада 1980-их година
- Заласак сунца
- Део града